# Michal Smejkal
Michal Smejkal (Plzeň, 21 febbraio 1986) è un ex calciatore ceco, di ruolo difensore.